# Fellaoucene
Fellaoucene là một đô thị thuộc tỉnh Tlemcen, Algérie. Dân số thời điểm năm 2002 là 7.619 người.